# Иннокентий XI
Инноке́нтий XI (лат. Innocentius; в миру Бенедетто Одескальки, итал. Benedetto Odescalchi; 16 мая 1611, Комо, Миланское герцогство, Священная Римская империя — 12 августа 1689, Рим, Лацио, Папская область) — папа римский с 21 сентября 1676 года по 12 августа 1689 года.

## Биография

### Ранние годы

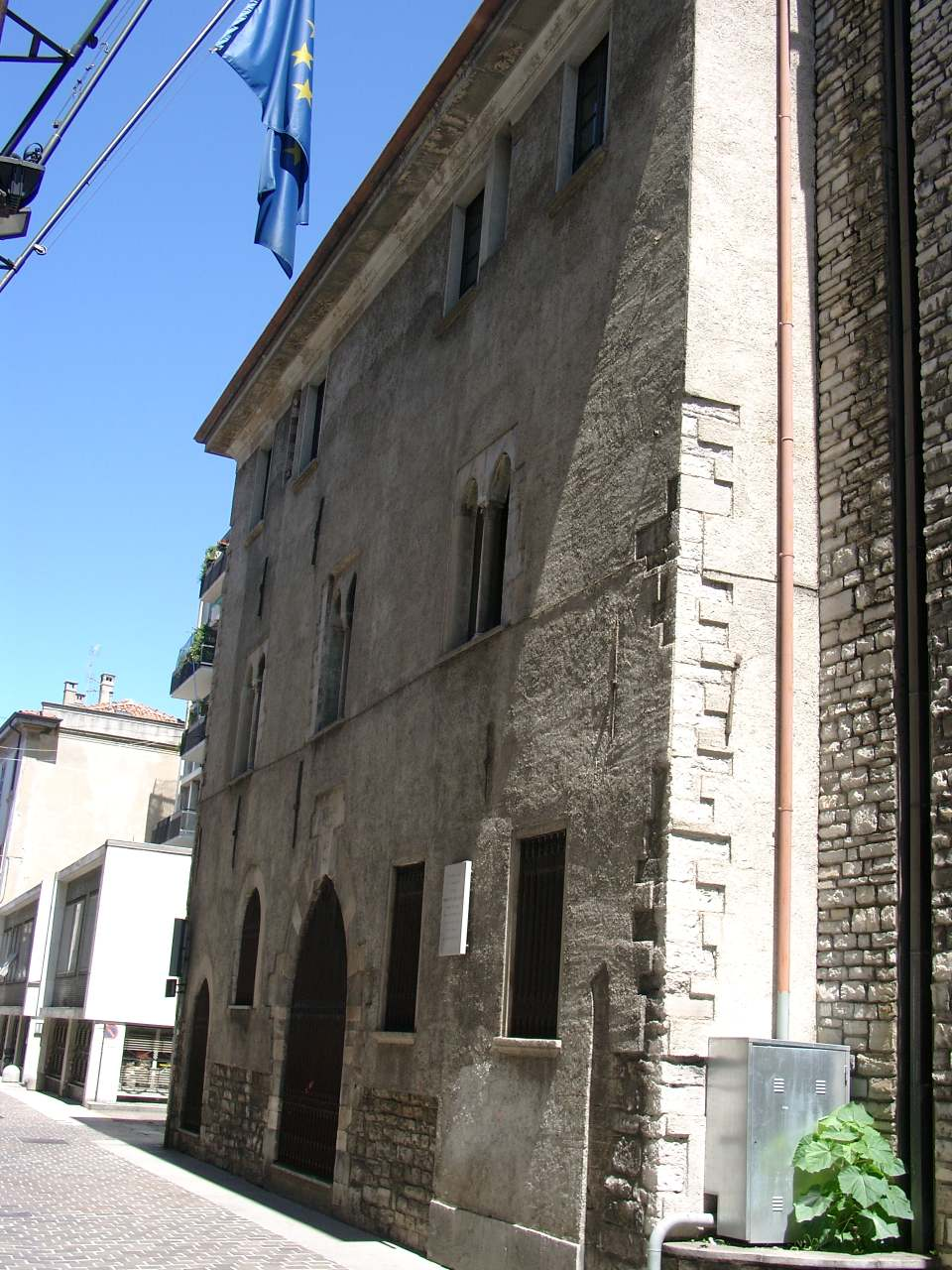
Дом в Комо, где родился Бенедетто Одескальки

Бенедетто Одескальки родился 16 мая 1611 года в Комо и был сыном дворянина Ливио Одескальки и Паолы Кастелли Джованелли из Гандино. В 1626 году умер его отец, и Бенедетто начал обучение в местном колледже, прежде чем переехать в Геную. В 1630 году он едва выжил во время вспышки чумы, от которой умерла его мать. Хотел быть военным, но изучал право, был воспитанником иезуитов. Между 1632 и 1636 годами Бенедетто решил переехать в Рим, а затем в Неаполь для изучения гражданского права. Своей духовной карьерой он был обязан семье Барберини, непотов Урбана VIII. Как епископ Новары (Северная Италия) Одескальки отличился благотворительной деятельностью, лично оказывая помощь населению, страдавшему от стихийных наводнений и эпидемии чумы. Он был священнослужителем сурового образа жизни, склонным к моральному ригоризму. Шапку кардинала он получил из рук Иннокентия Х в возрасте 32 лет, но всегда сторонился папского двора.

### Папство

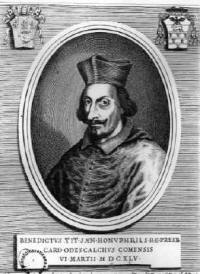
Кардинал Одескальки

#### Избрание
Одескальки был сильным претендентом на папский престол после смерти папы Климента IX (1667—1669), но французское правительство наложило вето на его избрание. После смерти Климента X (1670—1676) Людовик XIV (1643—1715) вновь намеревался использовать своё королевское влияние против избрания Одескальки. Однако, рассчитывая на то, что моральный авторитет Одескальки можно будет использовать в своих интересах, король дал указание французским кардиналам согласиться с его кандидатурой. 21 сентября 1676 года Одескальки был избран преемником Климента Х и принял имя Иннокентия XI. Он выбрал это имя в честь папы Иннокентия X, который сделал его кардиналом в 1645 году.

#### Реформирование папской администрации
Иннокентий XI начал свой понтификат с реформы церковных отношений в собственном государстве. Он положил конец практике непотизма (возобновленной, впрочем, его преемниками), взял под контроль доходы куриальных сановников, уничтожил всякого рода синекуры. Папа запретил в городе азартные игры, закрыл театры, бывшие центром порока, а женщинам запретил носить платья с глубоким декольте. Иннокентий XI также приложил усилия, чтобы сократить расходы курии. Он жил очень экономно и призвал кардиналов делать то же самое. Таким образом, он не только сократил годовой дефицит в 170 000 экю, но и в течение нескольких лет добился превышения папских доходов над расходами.

#### Политика в отношении евреев
Иннокентий XI продолжил смягчать политику в отношении евреев в пределах итальянских государств. Он заставил Венецию освободить заключенных-евреев, но не смог отменить старую практику в целом.
Более спорным был указ 30 октября 1682 года, по которому все денежно-кредитные операции римских евреев должны были быть прекращены.

#### Внешняя политика

##### Венская битва
Победа, одержанная над Оттоманской империей польским королём Яном Собеским под Веной (1683) была признана в Риме триумфом католицизма, представленного теми государствами, которые преданно подчиняются священному авторитету преемника св. Петра. Чтобы почтить эту победу, Иннокентий XI установил праздник, посвященный деве Марии, который отмечается 12 сентября.

##### Отношения с Францией

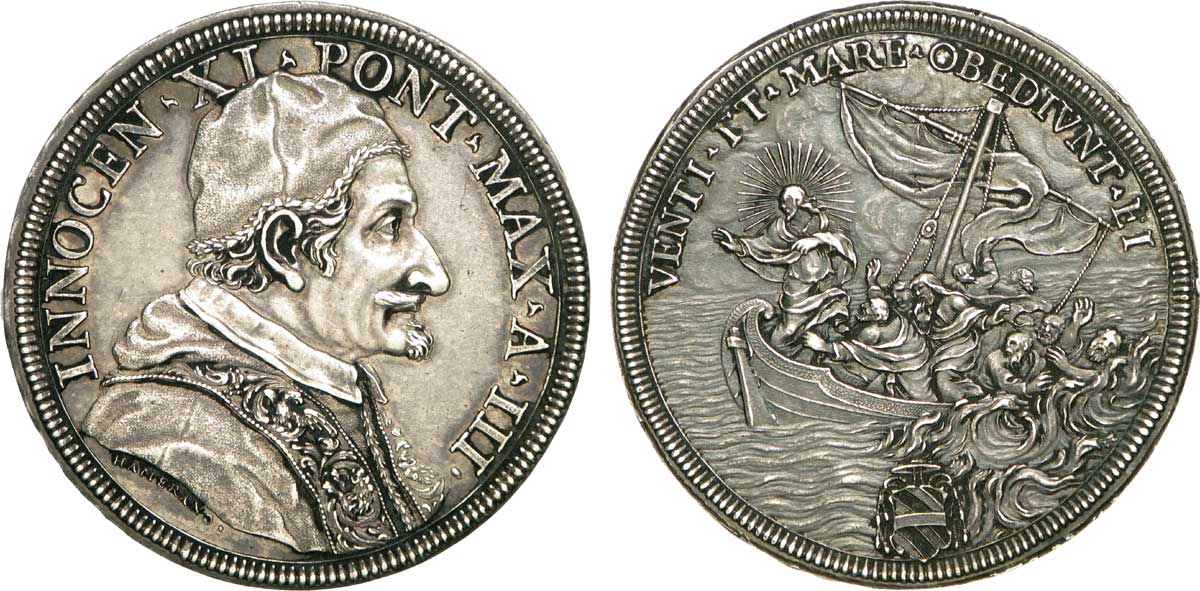
Монета Иннокентия XI (1678—1679)

В области международной политики дело дошло до серьёзных разногласий между энергичным папой и ревниво охраняющим свою абсолютную власть королём Франции Людовиком XIV. Папа осуждал стремление французского духовенства к утверждению своей автономии и дисциплинарной независимости от Рима (так называемая доктрина свободы галликанской церкви). В ответ на поддержку, оказанную Людовиком французскому духовенству, Иннокентий XI отказался утвердить назначенных королём епископов. 35 французских епархий оказались без руководителей. Людовик XIV в ответ стал действовать ещё более жестко. В 1685 году он отменил Нантский эдикт и открыл гонения на французских гугенотов. Иннокентий выразил недовольство этими решительными мерами (римский папа, не ладивший с королём Людовиком XIV, заявил в 1688 году: «Мы не одобряем такие насильственные обращения, которые обычно бывают неискренними»), но свою позицию по епископам не изменил. Антифранцузская политика папы проявилась и при организации нового похода против турок, которые прямо угрожали столице Австрии.

##### Отношения с Англией
Попытка вмешательства Иннокентия XI в дела Англии ускорили падение короля-католика Якова II. В 1688 году в результате т. н. Славной революции Яков был изгнан из страны, что окончательно похоронило надежды на объединение англиканской церкви с папством.

##### Кёльнские споры

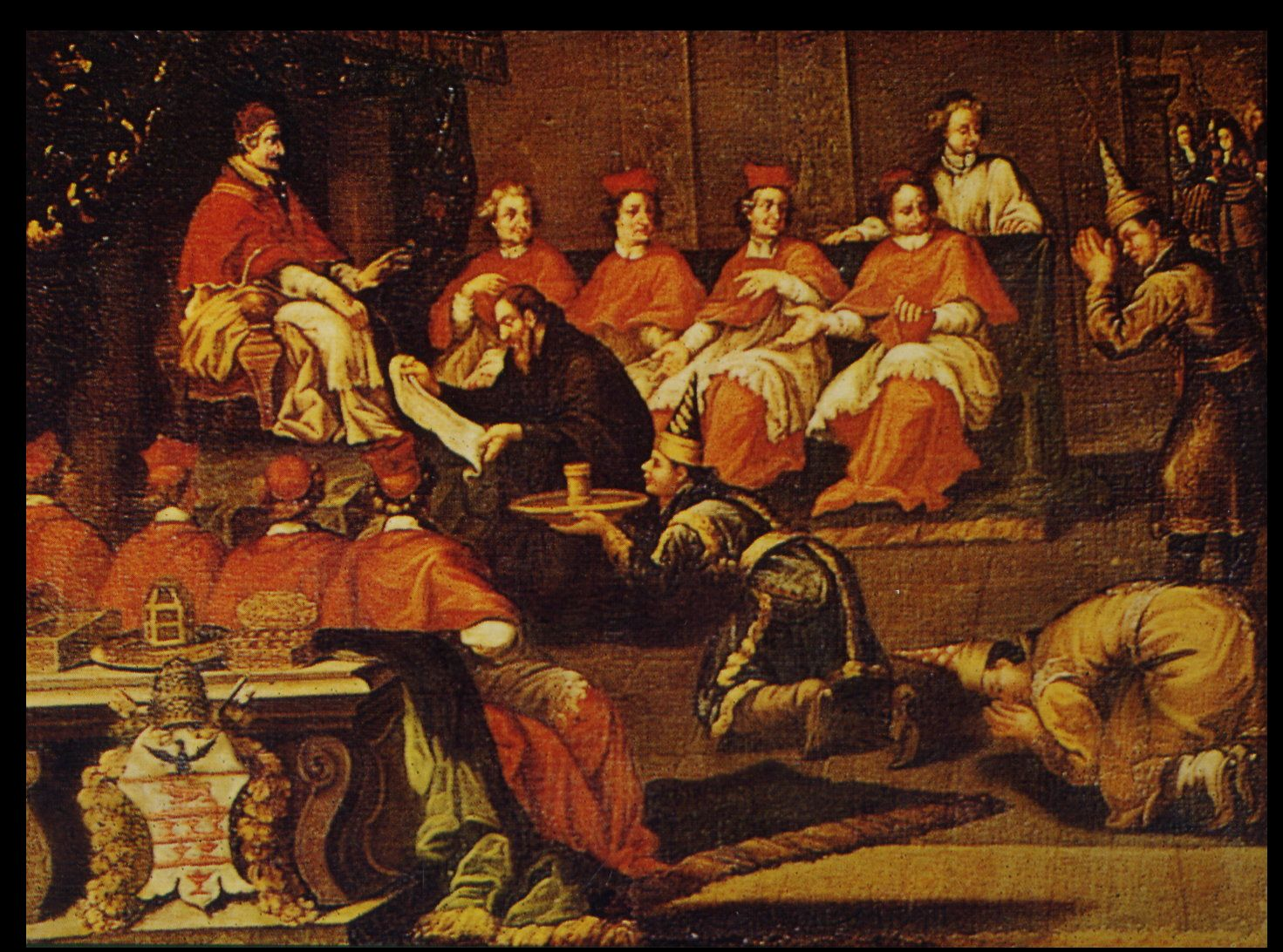
Ги Ташар в присутствии сиамских послов переводит папе Иннокентию XI письмо от короля Нарая, 1688

Напряжённость в отношениях между папой и королём Франции усугубилась спорами по поводу епископской кафедры Кёльна. Кандидатами на кафедру были кардинал Вильгельм Фюрстенберг, епископ Страсбурга, и Йозеф Клемент, брат курфюрста Баварии. Первый из них был послушным орудием в руках Людовика XIV, и его назначение архиепископом и курфюрстом Кёльна означало бы французскую гегемонию в северо-западной Германии.
Клемент был не только кандидатом императора Леопольда I (1658—1705), но и всех европейских правителей, за исключением короля Франции и его сторонника, короля Якова II (1685—1688). На выборах, которые состоялись 19 июля 1688 года, ни один из кандидатов не набрал необходимого количества голосов. Решение должен был принять папа, и он выбрал Клемента.
Людовик XIV принял ответные меры, обратив взыскание на принадлежавший папе Авиньон и заключив в тюрьму папского нунция. Он не скрывал намерения вывести французскую церковь из зависимости от Рима. Но папа остался тверд. Последующее падение Якова II ликвидировало французское превосходство в Европе, и вскоре после смерти Иннокентия XI спор между Людовиком XIV и папством был решен в пользу Церкви.

### Смерть и беатификация

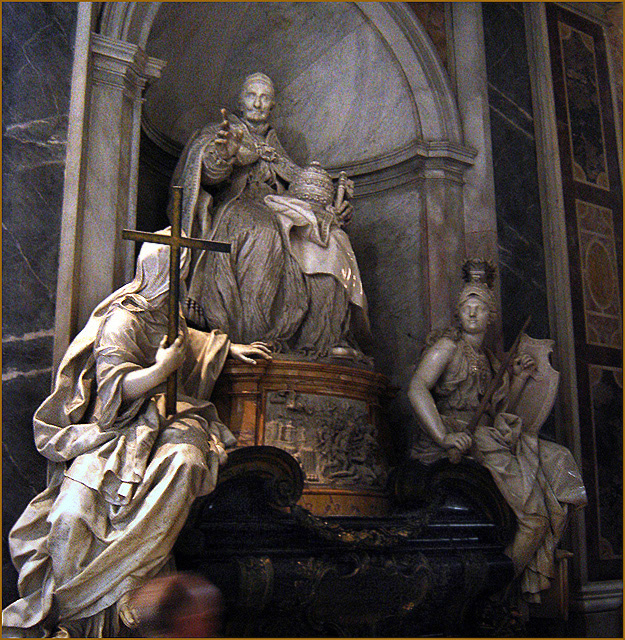
Гробница Иннокентия XI, Собора Святого Петра

Иннокентий XI умер после длительной болезни 12 августа 1689 года от камней в почках, от которых он страдал с 1682 года. Он был похоронен в базилике Святого Петра в гробнице, изготовленной по заказу его племянника Ливио.
Процесс беатификации Иннокентия XI был начат в 1691 году Иннокентием XII, который провозгласил его слугой Бога, и был продолжен Климентом XI и Климентом XII. Процесс тормозился французскими епископами, и лишь Пий XII объявил его блаженным 7 октября 1956 года.
Когда его тело было извлечено для беатификации, было обнаружено, что оно отлично сохранилось, хотя прошло 267 лет со дня его смерти. Мощи были помещены в стеклянный саркофаг, покрытый серебром. Он рассматривается многими католиками как первый папа, чье тело было обнаружено нетленным.
После беатификации саркофаг Иннокентия был помещён под алтарём святого Себастьяна в часовне базилики святого Себастьяна, где он оставался до 8 апреля 2011 года, когда был перенесён, чтобы освободить место для останков Иоанна Павла II. Тело Иннокентия было перенесено в базилику Преображения рядом с часовней, где погребены останки папы Григория Великого (590—604).